# 狎鴎亭
狎鴎亭（アックジョン）は大韓民国ソウル特別市、漢江南側の江南区に位置する繁華街である。
繁華街としての歴史は比較的新しいが、南に隣接する清潭洞（チョンダムドン）とともに韓国でも最も高級なショッピングエリアとして知られ、プラダやグッチなど世界のブランド店が軒を連ねている。周囲の高級アパートの住民や芸能人などの利用も多い「セレブなショッピングエリア」とも紹介されている。

## 沿革

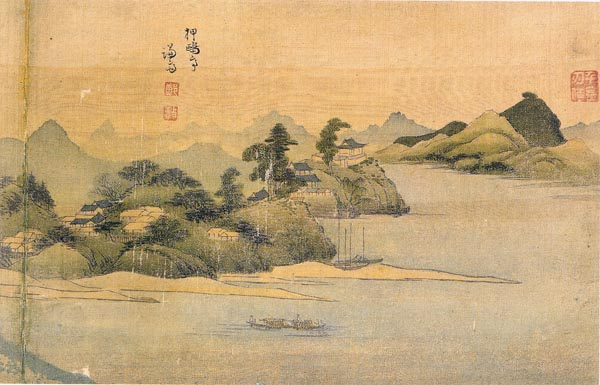
狎鴎亭（17世紀末～18世紀前半ごろ）澗松美術館所蔵

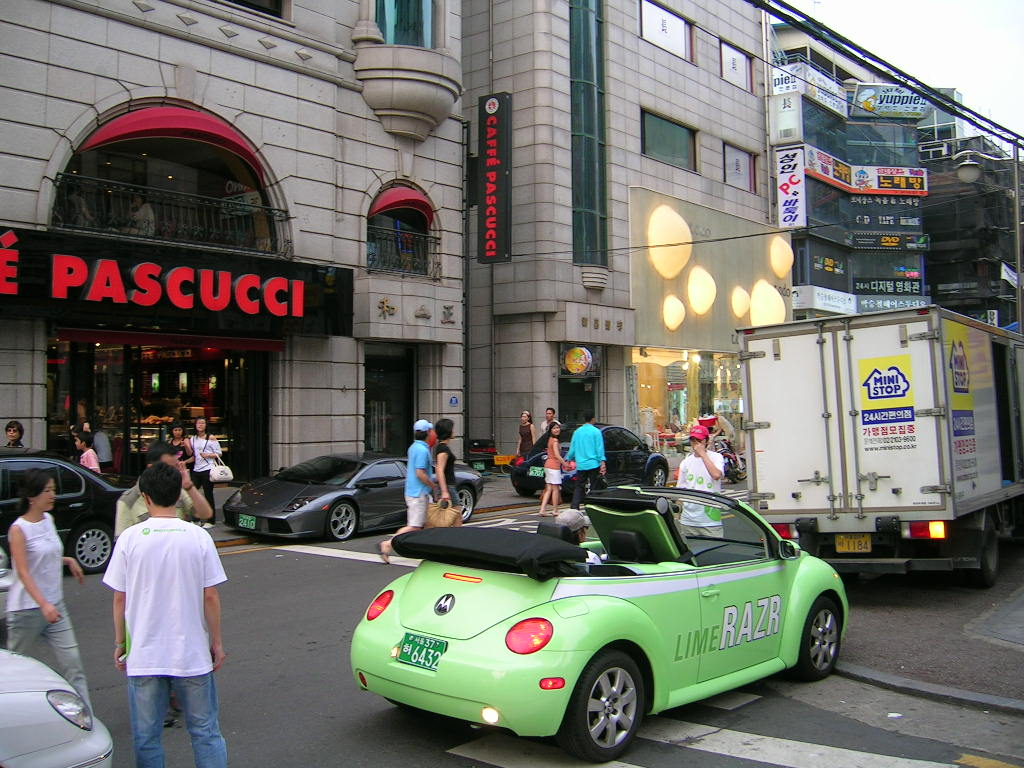
狎鴎亭のカフェパスクッチ（2006年）

かつては漢江の南は農村地帯であり、狎鴎亭という名も、朝鮮王朝初期に歴代国王の信任を受けた重臣・韓明澮（ハン・ミョンフェ）が自分の号（狎鴎）をとって建てた亭（あずまや）に由来する。1960年代にソウル市に編入されたこの地域は、1970年代以降漢江の沿岸に「現代アパート」、「漢陽アパート」というおびただしい数の高層アパートが並ぶ巨大団地となった。これらのアパートは一戸平均30-40坪という広いものであり、中には一戸70-80坪のグレードの高い部屋もあったため、現代アパートは当時超高級住宅の代名詞となった。
こうしたアパート群には、大学入学でソウルに出て就職した中産階級など高学歴層・高収入層が入居し、その消費力を背景に1980年代半ばに現代百貨店、ギャラリア百貨店などの高級デパートが進出した。やがて1980年代後半から、高級アパートに住む富裕な子女やアメリカなどからの帰国子女の集まる繁華街がアパート近隣の街区に形成された。狎鴎亭はレストラン・カフェ・日本式居酒屋・カラオケボックスなどのほか、ブティック・美容室などが軒を連ね、日本や欧米の流行が最初に伝わるハイセンスな街として知られるようになり、明洞など既存の繁華街を圧倒するようになった。1990年代初めには、高級車でナンパをする「オレンジ族」が有名になるなど、次から次へと新しい流行が生まれる街・若者の遊びや情報の発信地となり現在に至っている。またアパートの住人たちを対象に各国のブランドが進出しショッピングエリアも形成されている。

## 地理

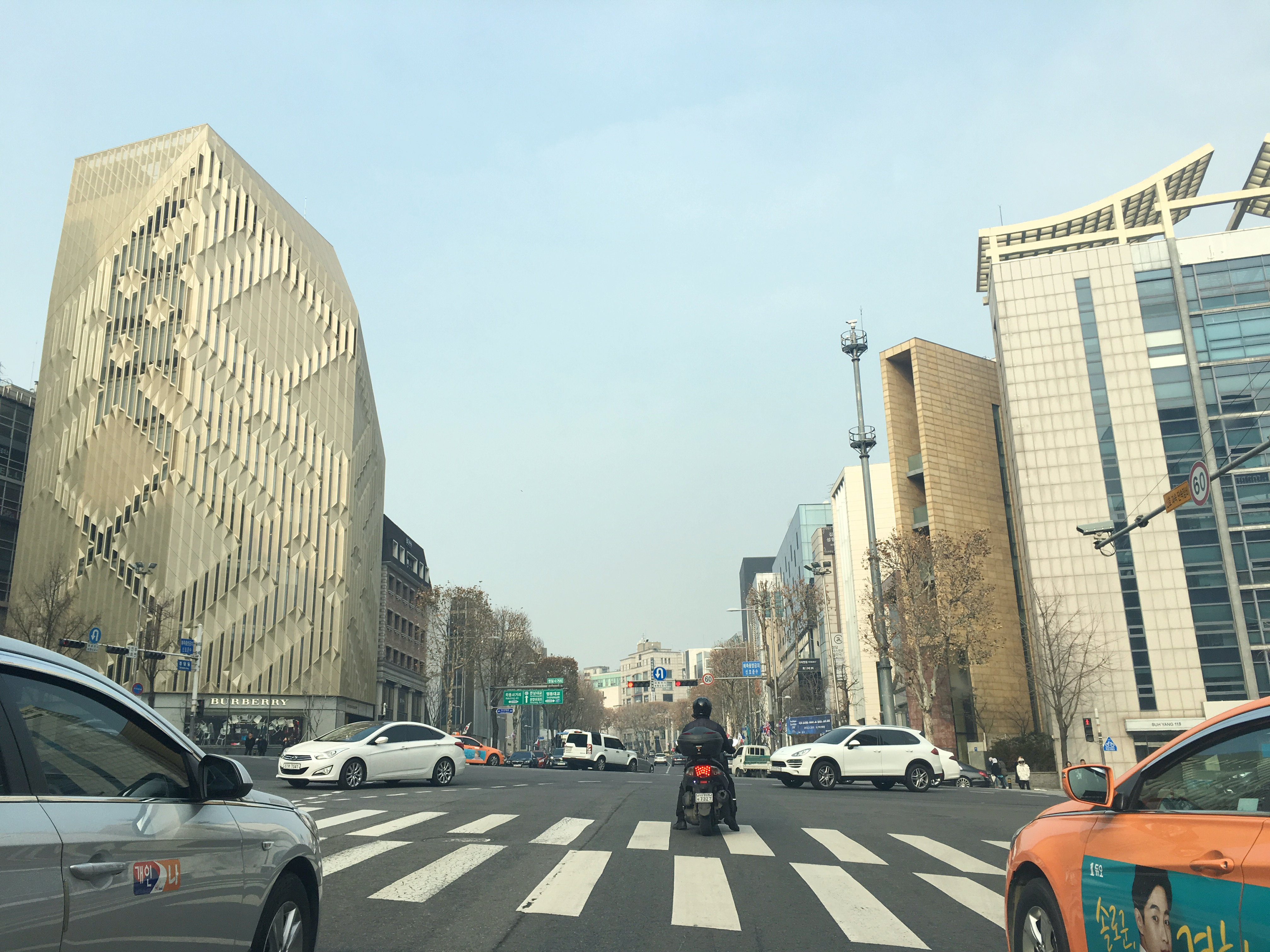
清潭洞ファッションストリート

ソウル地下鉄3号線の狎鴎亭駅には現代百貨店が立地する。駅の上には東西に走る狎鴎亭路という大通りがあるが、北側は現代百貨店がある以外は漢江沿岸まで一面に現代アパートの高層住宅が広がり、レストランやブティックなど小規模な店は狎鴎亭路の南側に並んでいる。この一帯はどちらかといえば若者向けの大衆的な店が多い。
狎鴎亭路を東へ進むと道路の北側は現代アパートから漢陽アパートに変わり、ギャラリア百貨店が現れる。その南側に通称「ロデオ通り」というブティックやセレクトショップ、レストランの集積する若者向けショッピングエリアがある。この通りの名はビバリーヒルズの高級ショッピングエリア、ロデオドライブにあやかったものである。
狎鴎亭路をさらに東へ進むとアパート群は終わる。K-POPを代表する総合芸能企業であるSMエンタテインメントのかつての本社は、このあたりの狎鴎亭路の北側に立つ。本社が2012年に近くの清潭洞に移った後は、グローバル・アーティスト・トレーニングセンターとなり、その後はSMエンタテインメント・セレブリティ・センターと称している。通りはカーブを描いて南北方向になるが、この両側が各国のブランドが集積するブランド・ストリートである。ルイ・ヴィトン、プラダ、グッチなどが並び、年齢層の高いハイセンスなエリアとなる。
この先で狎鴎亭路は東西方向の大通り、宣陵路（ソンルンロ）と交差するが、この付近から清潭洞（チョンダムドン）と呼ばれる、高級レストランなどが集まるやや年齢層が高めの繁華街となっており、狎鴎亭より清潭洞のほうが現在では高感度なエリアとされる。なお、この宣陵路と狎鴎亭路の交差点地下に、KORAIL盆唐線・狎鴎亭ロデオ駅が2012年10月6日に開業した。宣陵路沿いの清潭洞、新沙洞（シンサドン）、論峴洞（ノンヒョンドン）などの地域は外国車販売店やブランド店、美容室などが集積している。狎鴎亭路と宣陵路にはさまれた地域は、ロデオ通りをはじめ路地裏などに多くのレストランやカフェが集まっている。

## 最寄の交通施設
- 鉄道
  - ソウル交通公社3号線…狎鴎亭駅
  - ソウル交通公社7号線…清潭駅
  - 盆唐線…狎鴎亭ロデオ駅